# Dubti (distrikt)
Dubti är ett distrikt i Etiopien. Det ligger i den nordöstra delen av landet, 400 km nordost om huvudstaden Addis Abeba.